# Оксфам
Оксфам е международна асоциация от 17 организации, работещи в повече от 90 страни по света. Целта на сдружението е да решава проблемите на бедността и свързаната с нея несправедливост по света. Във всички проекти на Oxfam крайната цел е да предостави на хората възможност да упражняват своите права и възможности, лично да управляват живота си, да получават достойни заплати за извършената работа и т.н.
Oxfam е основана в британския град Оксфорд през 1942 г. като Oxford Committee for Famine Relief от група от квакери, социални активисти и учени от Оксфордския университет. Оттогава Oxfam е базирана в Оксфорд. Организацията става един от регионалните комитети, създадени в подкрепа на Националния комитет за облекчаване на глада. Първата задача на комитета бе да убеди британското правителство да разреши продоволствена помощ на гладуващите граждани на окупирана от нацистите Гърция въпреки съюзническата блокада. Първият комитет на Oxfam извън Обединеното кралство е създаден през 1963 г. в Канада. През 1965 г. организацията променя името си на съкратена версия на OXFAM.

## История на създаването
Основателите на Оксфордския комитет за облекчаване на глада са група хора обединени от общата цел. В него влизат квакери, социални активисти и университетски преподаватели. По-специално, каноник Теодор Ричард Милфорд (1896-1987), професор Гилбърт МъриГилбърт Мъри и съпругата му лейди Мери, Сесил Джаксън-Коул и сър Алън Пим. Комитетът провежда първото си заседание през 1942 г. в университетската църква „Света Богородица“. Основният обсъждан въпрос е за облекчаване на последиците от глада в Гърция, причинен от морската блокада на съюзниците. През 1960 г. комитетът се превръща в голяма международна неправителствена благотворителна организация.
Името Oxfam идва от английското съкращение на Оксфордски комитет за облекчаване на глада. Комитетът, създаден през 1942 г. е официално регистриран съгласно британското законодателство през 1943 г. Oxfam International е създадена през 1995 г. като алианс на международни неправителствени благотворителни организации. Oxfam International е официално регистрирана в Хага, Холандия.
Към 2008 г. Oxfam UK има вече 5955 служители по целия свят с общ доход от 299,7 милиона британски лири. Oxfam UK е със седалище в Коули, Оксфорд. Има офиси и програми в над 70 държави в 8 региона. От 2007 до 2009 г. Oxfam UK е признат за един от най-добрите работодатели в Обединеното кралство.
Oxfam Ireland работи с местни партньорски организации в развиващите се страни за разработване на ефективни решения за борба с бедността и социалната несправедливост. Oxfam Ireland е регистрирана като благотворителна организация за Ирландия и Северна Ирландия със седалище в Дъблин и Белфаст.
Средствата на Oxfam Ireland се финансират от три различни източника:
- Магазини. Oxfam Ireland притежава 48 магазина, разположени в цяла Ирландия, които продават употребявани артикули, дарени от хора. Отделно 4 магазина продават занаятчийски стоки и храни;
- Ирландското правителство е ангажирало над 3,7 милиона евро за дейностите на Oxfam през 2008-2009 г.;
- Частни дарения, корпоративно и институционално финансиране.

Структурно Oxfam Ireland е разделена на две отделни юридически лица, регистрирани в съответните органи: Oxfam Northern Ireland и Oxfam Republic of Ireland, но функционира като единна структура.
През 1970 г. Oxfam America става независима организация с нестопанска цел партньор на Oxfam International. Oxfam America се ангажира да се справи с хуманитарната криза, създадена от Войната за независимост на Бангладеш. Организацията е със седалище в Бостън, Масачузетс с офиси във Вашингтон и седем други регионални офиса по света. Oxfam America е регистрирана като организация. Тя провежда кампании във връзка с глобалното затопляне, продоволствена сигурност, реформи в помощта за развиващите се страни, достъп до лекарства и здравни грижи, справедлива търговия.
Oxfam Canada датира от 1963 г., когато британският Оксфордски комитет за гладна помощ се опита да създаде канадско отделение. Oxfam Canada е независимо основана и официално регистрирана през 1966 г. През 1967 г. става основен организатор на пешеходния маратон Miles for Millions в цялата страна, с цел набиране на благотворителни средства. Същата година Лестър Пиърсън (тогава министър-председател на Канада) води първия маратон.
В началото на 70-те години на миналия век Oxfam започва работа в Африка, Латинска Америка и Карибите и създава мрежа от служители и доброволци в цяла Канада. През същия период Oxfam Canada започна да анализира собствената си роля в процеса на разработка в резултат на което решава да се премине от традиционния модел на филантропия (еднократни субсидии) към дългосрочни програми (работа с общности за постигане на устойчива положителна промяна). По-специално, Oxfam Canada активно се присъедини към международното движение срещу апартейда в Южна Африка. Участва също в Програмата за солидарност на Централна Америка от 70-те и 80-те години на миналия век, където дейностите ѝ са насочени към справяне с основните причини за бедността. Организацията има повишена застъпническа роля през 90-те години на миналия век за мобилизиране на обществената съпротива срещу политики и дейности, които разпространяват бедността.
Oxfam Canada е съосновател на Oxfam алианс по целия свят. Днес Oxfam Canada работи с над 100 партньорски организации в развиващите се страни, за да се справи с основните причини за бедността и неравенството и да помогне на хората да изградят самостоятелни и устойчиви общности.
През 1973 г. Oxfam Quebec става независим член на международното движение Oxfam. Създаден е с цел да ангажира френскоговорещите хора от провинция Квебек в решаването на проблемите на развиващите се страни.
Oxfam Australia е независима австралийска организация с нестопанска цел, свързана с Oxfam International. Работата на Oxfam Australia включва дългосрочни проекти за развитие, реагиране при извънредни ситуации и кампании за подобряване на живота на хората в неравностойно положение по целия свят. Членовете на Oxfam Australia се ангажират да осигурят на хората в неравностойно положение по-добър достъп до социални услуги, равни права и статус и да ги защитят от конфликти и природни бедствия. Организацията се финансира основно от дарения на общността. Повечето от средствата се използват за програми на Oxfam. При извънредни ситуации над 85% от всички средства се отделят за разрешаване и отстраняване на последствията от тях. До 2009 г. Oxfam Australia обединява над 4,64 милиона члена в 28 държави.
Oxfam Novib е холандското дъщерно дружество на Oxfam International. Седалището на организацията се намира в Хага. Основана е през 1956 г. Novib е акроним, който означава niderl. Nederlandse Organization Voor Internationale Bijstand, което означава Холандска международна организация за помощ. По-късно името е променено на „Холандска организация за развитие на международното сътрудничество“ (на нидерландски: „Nederlandse Organisatie voor Internationale Ontwikkelingsssamenwerking“). Смяната на името е свързана с промяна в посоката на работа. През 1994 г. Novib става дъщерно дружество на Oxfam. На 18 март 2006 г. организацията променя името си на Oxfam Novib.
Oxfam Belgium е координиращият орган за белгийските компоненти на програмите на Oxfam, а именно Oxfam Solidarity, Magasins du Monde Oxfam и Oxfam Wereldwinkels.
Oxfam Solidarity включва изпълнението на програмите Oxfam Belgium, основани през 1964 г. Организацията подкрепя над 200 проекта и програми на стойност над 10 милиона евро благодарение на съфинансирането от белгийското правителство и Европейския съюз. Приходите на организацията идват от мерки за рециклиране, от подкрепа на покровители и от различни кампании.
Oxfam Wereldwinkels (основана през 1971 г.) и Magasins du Monde Oxfam (основана през 1975 г.) остават автономни организации с фокус върху справедливата търговия. С повече от 220 търговски обекта, много групи и 7000 доброволци, те формират движение, което ръководено от принципите на справедливата търговия преследва цел подобна на тази на Oxfam Solidarity.
Oxfam France (Agir ICI) е основана през 1988 г. под името fr. d'Agir ici. Присъединява се към Oxfam през 2006 г., като е член-наблюдател от 2003 г. Agir ICI през 1998 г. е един от основателите на Асоциацията за данъчно облагане на финансовите трансакции и за граждански действия (ATTAC). Oxfam France - Agir ICI не зависи от политическо движение или религиозна асоциация, не приема безвъзмездни средства или държавни субсидии, за да запази собствената си свобода на словото и действието. Понастоящем Oxfam France е по същество комбинация от застъпничество, за разлика от Oxfam International, която също работи на място.
Цели
- Създаване на правила за международна справедлива търговия;
- Защита на достъпа до основни услуги (здравеопазване, образование, водоснабдяване...);
- Ограничаване и намаляване на търговията с оръжие;
- Реформа на международната финансова организация.

Асоциацията провежда кампании за постигане на тези цели три или четири пъти годишно в партньорство с други асоциации с цел
- Облекчаване на дълга на бедните страни;
- Приемане на Кодекс за поведение при доставка на оръжие;
- Увеличена официална помощ за развитие;
- Широко въвеждане на продукти за справедлива търговия;
- Подобряване на достъпа до здравни грижи в Южното полукълбо;
- Приемане на кодекси за поведение за фирмите в контекста на широко разпространение на текстил от развиващите се страни;
- Участие в кампанията за забрана на противопехотните мини (Нобелова награда за мир през 1997 г.).

Oxfam Germany е основана през 1995 г. и е член на Oxfam International. През ноември 2011 г. в Германия има 38 магазина на Oxfam.
Oxfam Hong Kong е основана през 1976 г. от местни квакери, когато доброволци се събират, за да отворят магазин за пестеливост и да набират средства за проекти за намаляване на бедността по целия свят. Някои от ранните действия през 70-те и 80-те години на миналия век са застъпничество за справедливост за виетнамските хора с лодки - бежанци, дошли в Хонконг от Виетнам - и застъпничество за помощ и спасяване на животи в Етиопия по време на глада през 1984 г. Днес Oxfam Hong Kong помага на бедни хора в над 70 страни по света. Тя е независима международна хуманитарна организация, която работи за борба с бедността и свързаната с нея социална несправедливост.
Дейностите на Oxfam в Индия започват, когато е предоставена помощ за преодоляване на глада в Бихар през 1951 г. Бихар по това време е един от най-бедните и най-гъсто населени щати в Индия. През 1965 г. Oxfam се връща обратно в Бихар и Индия, за да се справи с проблемите с глада, свързани със сушата поради лоша мусонна влага. От 53-милионното население на Бихар, 40 милиона по това време зависят от натурална икономика, чрез която те живеят. Отчетено е, че само по време на сушата и глада през 1965 г., 2400 тона мляко, закупено от Oxfam в разгара на това бедствие изхранват повече от 400 000 деца и кърмачки.
През 1968 г. програмата за действие на Oxfam Gramdan, или OGAP, е създадена от Джим Хауърд, първият директор на Oxfam India. Това е първата съвместна програма за развитие на селските райони в историята на Oxfam и първата стъпка към нова посока за Oxfam International (дългосрочни програми). Oxfam India е създадена на 1 септември 2008 г. съгласно раздел 25 от Закона за компаниите от 2005 г. като организация с нестопанска цел със седалище в Делхи и в момента е член на Международната конфедерация на Oxfam. 2011 г. отбеляза 60-ата годишнина на Oxfam в Индия.

## Членове наблюдатели на Oxfam
Oxfam Italy е основана на 3 август 2010 г. като неправителствена организация. Провежда кампании за образоване на хора, които искат да преосмислят причините за бедността и несправедливостта и да работят за справянето с тях. Кампаниите на Oxfam Италия имат за цел да мобилизират медиите и широката общественост чрез демонстрационни проекти (събития, флашмоб) с голямо въздействие и незабавно признание.
Областите на дейност на Oxfam Italy са:
- Достъп до вода;
- Извънредно положение или природно бедствие;
- Управление и демокрация;
- Природни ресурси;
- Образователни услуги;
- Медицински услуги;
- Социални и развлекателни услуги за деца;
- Антидискриминация и междукултурен диалог;
- Критика на потреблението;
- Подкрепа за производители в Южното полукълбо;
- Отговорен туризъм
- Образование за всички;
- Корпоративна социална отговорност;
- Финансова етика.

Oxfam Италия оперира в:
- Югоизточна Европа: Албания, Босна и Херцеговина, Македония, Черна гора и Сърбия;
- Латинска Америка: Боливия, Бразилия, Еквадор, Хаити и Доминиканската република;
- Централна Америка: Салвадор, Гватемала и Хондурас;
- Близкия изток: Палестина и Ливан;
- Югоизточна Азия: Камбоджа, Шри Ланка и Виетнам;
- Африка: Камерун, Мароко, Демократична република Конго и Южна Африка.

Oxfam Japan започна работа през декември 2003 г.

## Оксфам Интернешънъл
Международният секретариат на Oxfam („OIS“) ръководи и подкрепя сътрудничеството между филиалите на Oxfam за подобряване на ефективността на Oxfam в изкореняването на бедността и социалното неравенство чрез застъпнически кампании, програми и спешна реакция.
Съветът на OIS се състои от изпълнителния директор на секретариата, ръководителя на всеки клон на Oxfam и председателя на Oxfam International. Право на глас в Съвета имат кабинетите на председателите на клоновете. Изпълнителният директор и председателят на Oxfam International нямат право на глас. Съветът също така избира председател и касиер измежду членовете с право на глас (ръководители на клонове).
Съветът е отговорен да гарантира, че Oxfam International е отчетен, прозрачен и подходящ за целта. Конституцията и Стратегическият план за действие също се одобряват на ниво Съвет. Съветът приема препоръките на председателите на клоновете и гарантира, че Oxfam International работи за одобрения бизнес план. Освен това Съветът одобрява членството в Oxfam, избира почетен президент, почетен съветник, служители на Съвета и изпълнителен директор на Oxfam International. Експертите, които са членове на отделни подкомисии, също се избират от Съвета. Тяхната цел е да предоставят помощ по специфични въпроси от дейността на Oxfam.
- Официален език е английски, работещи английски, френски и испански.
- Персонал: около 77 членове към 2009-2010 г. (включително временно наети служители).
- Финансиране : Принос от партньорски организации. Оперативен бюджет : 8,7 милиона щатски долара.

Програмите на Oxfam се занимават с причините за бедността и свързаната социална несправедливост и работят предимно чрез местни отговорни организации.
През ноември 2000 г. Oxfam възприема подход, основан на правата на човека като основа за цялата работа на Oxfam International и нейните партньори. Oxfam признава универсалността и неделимостта на правата на човека и ги взема за основа като практически задачи за прилагане на:
- правото на устойчив поминък;
- правото на основни социални услуги;
- правото на живот и сигурност;
- правото да бъдеш изслушан;
- правото на индивидуалност.

Oxfam вярва, че бедността и безсилието могат да бъдат избегнати – те могат да бъдат елиминирани с човешки действия и политическа воля. Правото на устойчив поминък, както и правата и възможностите за равноправно участие в общността и извършване на положителни промени в живота на хората са основни човешки потребности и права, които могат да бъдат задоволени. Oxfam вярва, че мирът и значителното намаляване на въоръженията са съществени условия за развитие. В този случай неравенството може да бъде значително намалено както между богати и бедни страни, така и в рамките на отделна страна.
Първоначалната цел на дейностите на Oxfam е да осигури храна за райони, засегнати от глад. През годините организацията е разработила стратегии за борба с причините за глада. В допълнение към храните и лекарствата Oxfam също така предоставя инструменти, които позволяват на хората да станат самостоятелни и отваря международни търговски пазари, където занаятите и продуктите от по-бедните региони на света могат да се продават на справедлива цена на производителя.
Програмата Oxfam има три основни цели:
- Работа за развитие, която има за цел да изведе обществото от бедността. За това се използват дългосрочни и изпитани във времето решения, базирани на основните нужди на общностите;
- Хуманитарни дейности, оказване на помощ на пряко засегнати от конфликти и природни бедствия (често преди дългосрочна работа за развитие), особено в посока осигуряване на вода и канализация;
- Кампания за лобиране, застъпничество и публичност, насочена към влияние върху политическите решения, върху причините за конфликти на местно, национално и международно ниво.

Oxfam работи в следните направления:
- справедливост и равнопоставеност в търговията;
- справедлива търговия;
- образование;
- намаляване на публичния дълг и международната помощ;
- осигуряване на препитание;
- опазване на здравето;
- ХИВ СПИН;
- равенството между половете;
- разрешаване на конфликти (по-специално кампании срещу международната търговия с оръжие);
- предотвратяване и отстраняване на последствията от природни бедствия;
- демокрация;
- човешки права;
- изменението на климата.

Oxfam предоставя хуманитарна помощ на хора, засегнати от глада през 2011 г. в Африка: Кения, Етиопия и Сомалия.
За 2007-2012 г. Oxfam съсредоточва ресурсите си върху четири основни цели:
1. Икономическа справедливост:
- Включете хората, живеещи в бедност, в селското стопанство. Целта на Oxfam е да привлече по-голямата част от хората, живеещи под прага на бедността, да работят в селското стопанство и да им предостави възможност да получават достойни заплати за своя труд;
- Постигане на правила за справедлива търговия за бедните страни. Хората, живеещи в бедност, трябва да получават справедлив дял от богатството и възможностите, които идват от привличането им към световната търговия;
- Намаляване на въздействието на изменението на климата и енергийните шокове чрез подкрепа на уязвимите групи от населението и общностите, особено в селското стопанство.

2. Основни услуги:
- Изискват националните правителства да изпълняват своите отговорности за справедливо предоставяне на висококачествени здравни, образователни, водни и санитарни услуги, особено за жените и маргинализираните групи;
- Подкрепете организации и асоциации на гражданското общество, които биха могли да държат правителствата отговорни за предоставянето на тези услуги;
- Осигурете по-добри политики и финансиране от богати страни и международни организации и гарантирайте, че те подкрепят съществуващите ангажименти за подпомагане и намаляване на дълга на бедните страни.

3. Права в криза:
- Подобряване на способността за предоставяне на по-добра защита и повече помощ чрез подобряване на придобитите знания и способности, за да станете по-отговорни към хората, на които е предоставена помощ;
- Разширяване на сътрудничеството с местни организации;
- Променете политиките и практиките на международната хуманитарна система, за да доставяте по-добре помощта на крайния получател. Това ще подобри стандартите за реагиране на организациите при природни бедствия, ще наблюдава изпълнението на ангажиментите на правителствата за борба с незаконната търговия с оръжие;
- Работа в рамките на човешката сигурност със силен акцент върху предотвратяването на конфликти, помирението и дългосрочното развитие.

4. Равенство между половете:
- Подкрепа на равенството между половете на всички нива с цел постигане на по-голямо влияние на жените при вземането на решения и по-голям контрол върху живота им;
- Премахване на неравенството между половете при жените чрез промяна на нагласите, нагласите и вярванията на мъжете и жените, което ни позволява да се борим с дискриминацията срещу жените;

## Оксфам магазини
Oxfam има голям брой магазини по целия свят, които продават на база справедлива търговия и дарения. Oxfam отваря първия си магазин за пестеливи стоки през 1948 г. Приходите от тези магазини се използват за благотворителни организации и други програми за помощ на Oxfam по света.
Повечето от стоките, които магазините на Oxfam продават, все още идват от обществени дарения, но те продават и артикули от Африка, Азия и Южна Америка, включително занаяти, книги, музикални дискове и инструменти, дрехи, играчки, храни и етнически сувенири. Тези продукти са представени на обществеността чрез принципите на справедливата търговия, с цел подпомагане на производители от бедни страни.
Oxfam има приблизително 15 000 магазина по целия свят. Някои от тях се намират във Великобритания – около 750 магазина на Oxfam, включително специализирани магазини: книги, музика, мебели и сватбени рокли. Германия има 34 магазина, включително специализирани книжарници. Книги и продукти за справедлива търговия се продават в магазините във Франция. Хонг Конг притежава 2 магазина, продаващи дарени и справедливи продукти. Novib и Австралия имат повече от 20 магазина за справедлива търговия, Ирландия и Белгия също получават средства от магазините.
Oxfam е най-големият продавач на употребявани книги в Европа, като продава около 12 милиона книги годишно.
През 2008 г. магазините на Oxfam UK се подпомагат от над 20 000 доброволци, които събират 17,1 милиона британски лири за Oxfam.
В допълнение към своите магазини, Oxfam има редица други канали за набиране на средства. Повече от половин милион души в Обединеното кралство правят редовни финансови вноски за работата ѝ, а по-голямата част от средствата идват от подаръци, оставени на организацията от физически лица. Много участници в Лондонския маратон участват в надпреварата за събиране на пари за Oxfam. Oxfam също получава средства в замяна на предоставяне и организиране на стюарди-доброволци на фестивали като Glastonberry. Oxfam също е домакин на събития в Хонконг, Австралия, Нова Зеландия, Великобритания и Япония. Oxfam UK провежда набиране на средства всяка година на 8 март по случай Международния ден на жената.
Кристофър Маккандлес, който беше представен в книгата и филма Into the Wild, дари всичките си спестявания на Oxfam, преди да напусне обществото и да стане отшелник в Аляска.
През август 2009 г. Arctic Monkeys издават 7-инчова винилова версия на новия си сингъл „Crying Lightning“ като го продават изключително чрез магазините на Oxfam. Приходите от продажбата отиват за благотворителност.

## Критика
На 26 октомври 2006 г. Oxfam обвинява Starbucks, че е поискал от Националната асоциация за кафе (NCA) да блокира заявките за търговски марки на САЩ за три етиопски кафета: Sidamo, Harar и Irgachof. Oxfam твърди, че това може да доведе до отдалечаване от етиопското кафе и до значителни загуби за етиопските производители на кафе, чийто потенциален годишен доход се оценява на 47 милиона британски лири.
Председателят на Националната асоциация за кафе Робърт Нелсън казва, че неговата организация е инициирала протеста по икономически причини. „За да съществува американската индустрия, ние трябва да имаме икономически стабилна кафе индустрия... Този протест ще навреди на етиопските производители на кафе икономически.“ Националната кафена асоциация обвини етиопското правителство в заблуждаване на икономическата политика и надценяване на кафето над цената на световния пазар.
След получаване на над 90 000 разтревожени имейла, Starbucks публикува брошури в магазините си, обвинявайки Oxfam, че „подвежда потребителите“ и настоява за прекратяване на „кампанията срещу Starbucks“. На 7 ноември списание The Economist нарича Oxfam „простаци“, а позицията на етиопското правителство е „икономически неграмотна“, като се аргументира, че базираният на стандартите подход на Starbucks и Illy ще бъде от полза за етиопските производители значително повече. Въпреки това, на 20 юни 2007 г. представители на етиопското правителство и висши ръководители на Starbucks обявиха, че са сключили споразумение за дистрибуция, маркетинг и лицензиране, което признава важността и целостта на определени етиопски кафета.
Oxfam UK е силно критикувана от други неправителствени организации за това, че е близка до Тони Блеър и британското лейбъристко правителство.
Oxfam е обвинен за влияние върху политически структури и организации в Судан и Руанда. Има обвинения, че Oxfam е по-загрижен за политическото влияние, отколкото за предоставянето на хуманитарна помощ.
През 2005 г. списание New Internationalist описва Oxfam като „Голяма международна неправителствена организация (BINGO)“, която има корпоративен стил на работа, недемократична вътрешна структура, фокусирана върху решаването на симптомите, а не на причините за международната бедност – особено в подпомагане на неолибералната икономика и дори в ролите на екстаз, които да играят националните правителства. Подобни критики са изразени от списанията Red Pepper и New Statesman.
Oxfam е критикуван за агресивно разширяване на собствената си специализирана мрежа от книжарници и за използване на тактики, често свързани с мултинационални корпорации. Благотворителната организация е критикувана за разширяването си, като изтласква независими продавачи на употребявани книги и други магазини за пестеливост в много райони на Обединеното кралство.
На 28 април 2007 г. двама австралийски учени от мозъчния тръст в Мелбърн подават жалба до Австралийската комисия за конкуренция и защита на потребителите, обвинявайки Oxfam, че подвежда или заблуждава Закона за австралийските търговски практики, като насърчава справедливата търговия с кафе. Учените твърдят, че високите разходи за сертифициране и ниските заплати за работниците подкопават твърденията, че справедливата търговия помага на производителите да излязат от бедността. Тези твърдения впоследствие са отхвърлени от комисията.
През 2003 г. Oxfam Belgium пуска плакат, изобразяващ портокал, покрит с кръв. Плакатът гласи: „Израелските плодове имат горчив вкус... сложи край на окупацията на Палестина, не купувайте израелски плодове и зеленчуци.“ Oxfam е широко критикуван за авторството на антиизраелски политически послания. След съобщението и натиска от произраелската неправителствена организация Monitor, Oxfam премахва плаката от своите сайтове и Ian Anderson, ръководител на Oxfam International публикува писмо с извинение, но Oxfam запази подкрепата си за бойкот на израелските продукти в окупираните територии. НПО Монитор разкритикува Оксфам за политиката на „селективен морал“.
През октомври 2009 г. Oxfam обвинява израелската неправителствена организация Regavim в подпомагане на палестинците и незаконни дейности в Кирят Арба, включително кражба на вода. Oxfam отрича каквото и да е участие в това.
През януари 2014 г. американската филмова актриса и певица Скарлет Йохансон спира да работи с Oxfam. Причината за срива е несъгласието за бойкота на израелски стоки. Скарлет Йохансон участва в рекламна кампания на израелската фирма SodaStream, чиято производствена площадка се намира в Маале Адумим, извън Зелената линия - границата на 4 юни 1967 г. Въз основа на това левите проарабски групи обвиниха Йохансон в подкрепа на „израелския апартейд“. Ръководството на Oxfam се придържа към същата позиция. Скарлет Йохансон активно си сътрудничи с Oxfam от 2007 г.
През декември 2009 г. Дънкан Грийн, ръководител на изследванията в Oxfam, се опита да дискредитира инициативата PopOffsets, известна преди като Optimum Population Trust, чрез която хората могат да компенсират въглеродните си емисии чрез финансиране на услуги за планиране на семейства в развиващите се страни. Грийн пише в New Statesman, в Optimum Population Trust, че сравняването на растежа на населението и влошаването на околната среда е „прекомерно грубо опростяване“. В отговор Optimum Population Trust нарича реакцията на Oxfam „направо срамна“, добавяйки: „Светът има остра нужда от рационална дискусия за пренаселеността... без вина, злоупотреби и истерия“.
През февруари 2018 г. разследване на The Times разкрива, че Oxfam е прикрил сексуална експлоатация, порнография и сплашване от своите служители по време на мисия в Хаити и вероятно Чад. Oxfam уволнява четирима служители и позволява на още трима тихо да напуснат. Ръководителят на белгийския клон признава, че е правил секс с хаитянски проститутки. Той и шестима други служители ги приютили във вила в Порт-о-Пренс платена от дарения. Oxfam твърди, че допълнителни разследвания са изключили възможността сред проститутките да е имало непълнолетни.